# Барнам (Ајова)
Барнам (енгл. Barnum) град је у америчкој савезној држави Ајова. По попису становништва из 2010. у њему је живело 191 становника.

## Демографија
Према попису становништва из 2010. у граду је живело 191 становника, што је -4 (-2.1%) становника више него 2000. године.
| Група             | 2000.       | 2010.       |
| Белци             | 193 (99,0%) | 188 (98,4%) |
| Афроамериканци    | 0 (0,0%)    | 0 (0,0%)    |
| Азијати           | 0 (0,0%)    | 0 (0,0%)    |
| Хиспаноамериканци | 2 (1,0%)    | 2 (1,0%)    |
| Укупно            | 195         | 191         |